# Тюркоглу
Тюркоглу (тур. Türkoğlu) — город и район в провинции Кахраманмараш (Турция).

## История
До 1960 года город назывался Элоглу (Eloğlu). Переименован по предложению Аднана Мендереса. До 1944 года — деревня.